# Lecanora rimicola
Lecanora rimicola är en lavart som beskrevs av H.Magn.. Lecanora rimicola ingår i släktet Lecanora, och familjen Lecanoraceae. Arten är reproducerande i Sverige.